# Conán mac Lia
Conán mac Lia est un personnage du cycle Fenian de la mythologie irlandaise ainsi que l'un des Fianna. Il ne doit pas être confondu avec Conán mac Morna, un autre membre des Fianna.
Conán mac Lia est le fils de Liath Luachra, l'un des Fianna tué par Fionn Mac Cumhaill. Il épouse Finnine, la sœur de Ferdoman.